# Denninger Anger

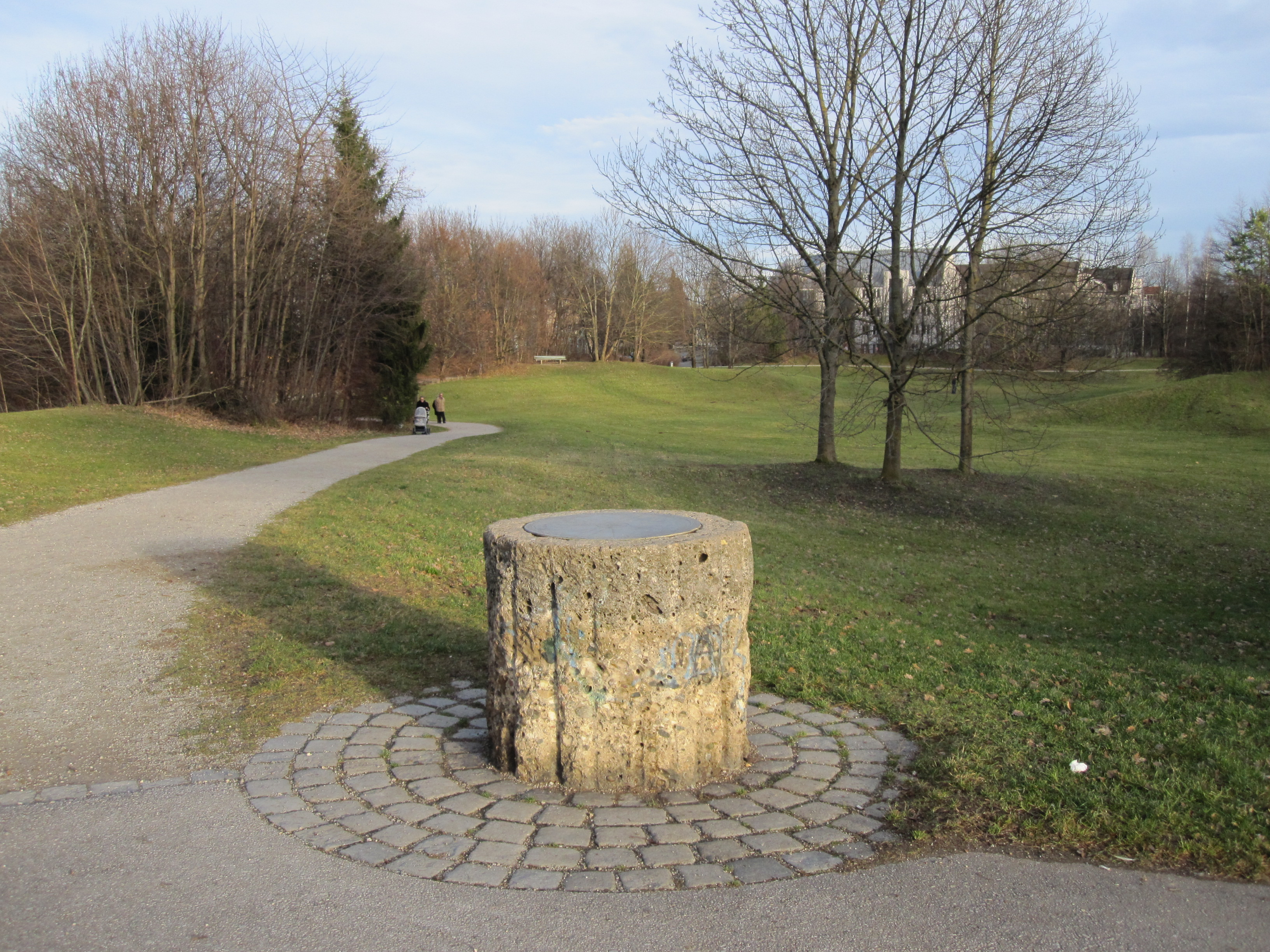
Denninger Anger

Der Denninger Anger ist ein Grünzug im Stadtbezirk 13 Bogenhausen der bayerischen Landeshauptstadt München. Er hat eine Fläche von etwa 20 ha.

## Lage
Der Denninger Anger durchzieht den Stadtbezirk 13 in Ost-West-Richtung und bildet somit eine Schneise für die Luftzufuhr in die Stadt. Er erstreckt sich von der Richard-Strauss-Straße im Westen bis zur Bahnstrecke München Ost–München Flughafen im Osten. Damit liegt er auf dem Gebiet von drei Münchner Stadtteilen: Bogenhausen, Denning und Zamdorf. Die Nordgrenze bilden die Denninger Straße und die Daglfinger Straße, im Süden grenzen die Siedlungen Parkstadt Bogenhausen, Siedlung Steinhausen, Kolonialsiedlung und Zamilapark an die Grünanlage, im Norden der Arabellapark.

## Beschreibung

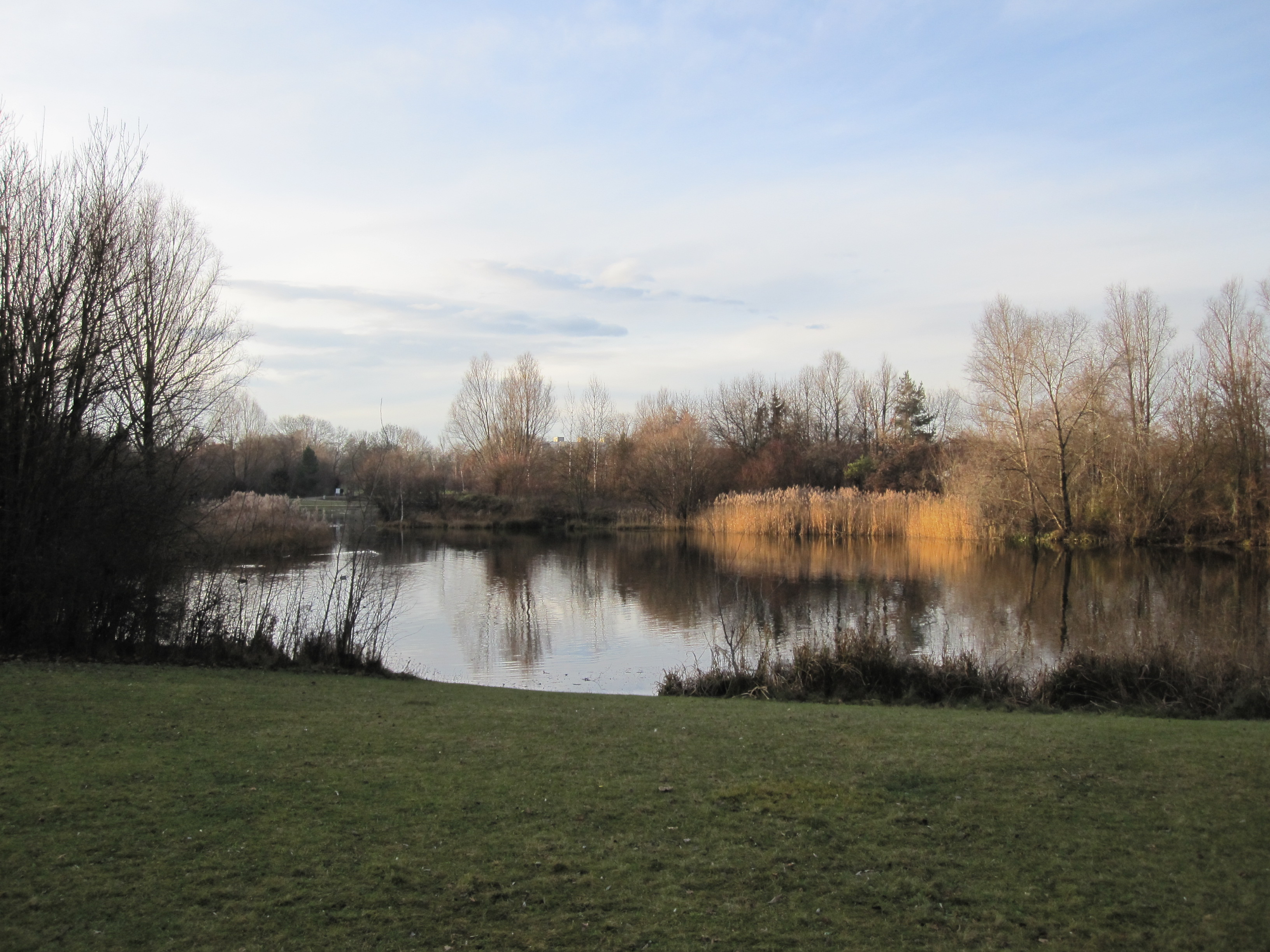
See

Der Denninger Anger ist in drei Abschnitte unterteilt, die in drei verschiedenen Stadtteilen liegen.
Der Westteil im Stadtteil Bogenhausen erstreckt sich von der Richard-Strauss-Straße bis zur Weltenburger Straße. Im Süden schließt sich die Parkstadt Bogenhausen an, im Norden der Arabellapark. Dieser älteste Teil wurde bereits Anfang der 1960er Jahre angelegt. Nach dem Bau des Arabellaparks in den 1980er Jahren wurde er noch erweitert. Hier ist der Denninger Anger als hügelig gewellter Stadtpark mit gepflegten Wegen, Sitzbänken, Baum- und Strauchgruppen und Wiesenflächen gestaltet. Am Südrand liegen am Schreberweg zwei Kleingartenanlagen, an der Weltenburger Straße das 1983 auf dem Gelände der ehemaligen Roth'schen Ziegelei und späteren Kiesgrube mit Quetschwerk (ab 1925 mit zwei längst verschwundenen Skisprungschanzen, davon eine mit einem 23 m hohen Anlaufturm) errichtete Sportgelände „Rothof“, an der Weltenburger Straße die Anlagen des TS Jahn München.
Der Mittelteil des Denninger Angers im Stadtteil Denning zwischen der Weltenburger Straße und der Friedrich-Eckart-Straße wird inoffiziell auch als Pühnpark bezeichnet. Er ist der am wenigsten ausgebaute Teil des Grünzugs. Schmale Wege führen durch Felder und Wiesen. Östlich liegen die Wagenburg „Hin und Weg“ und der Naturkindergarten Nakibo.
Der Ostteil des Denninger Angers zwischen der Friedrich-Eckart-Straße und der Bahntrasse liegt im Stadtteil Zamdorf. Er wurde 1993 fertiggestellt, nachdem 1983 bis 1991 südlich davon die Siedlung Zamilapark erbaut worden war (die Errichtung der Siedlung führte 1984 zu einer unter den Namen „Baulandgeschenk“ und „Zamdorfer Grundstücksaffäre“ bekannten politischen Kontroverse). Gelegentlich wird dieser Parkteil auch selber als Zamilapark bezeichnet. Er enthält einen Geologiegarten mit den wichtigsten bayerischen Gesteinsarten, einen kleinen, in OSM als Zamila-See bezeichneten See mit einer Seegaststätte und eine Sportanlage und wurde Mitte der 90er Jahre als schönste Grünanlage Bayerns ausgezeichnet.

## Fotos

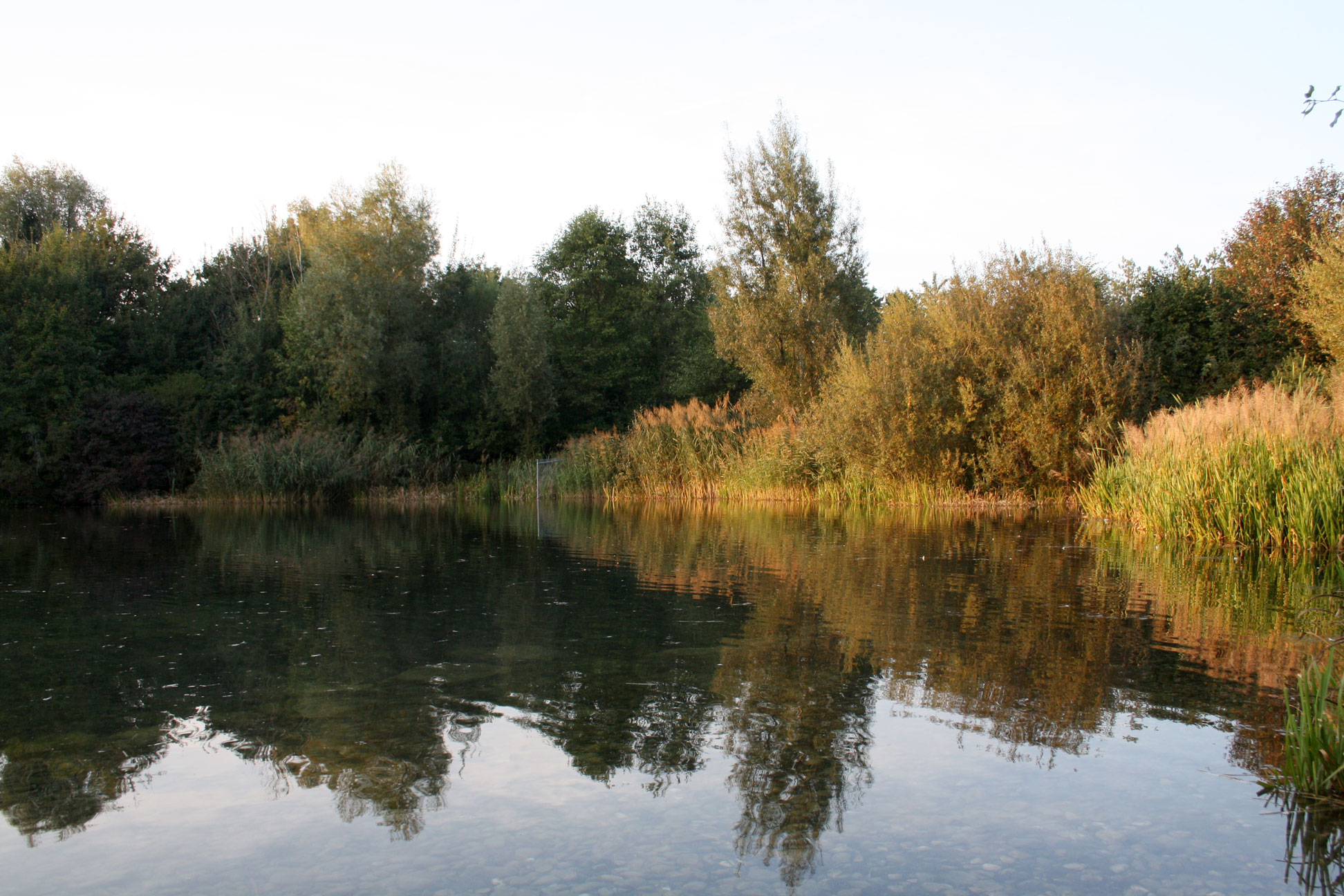
Ostteil, See
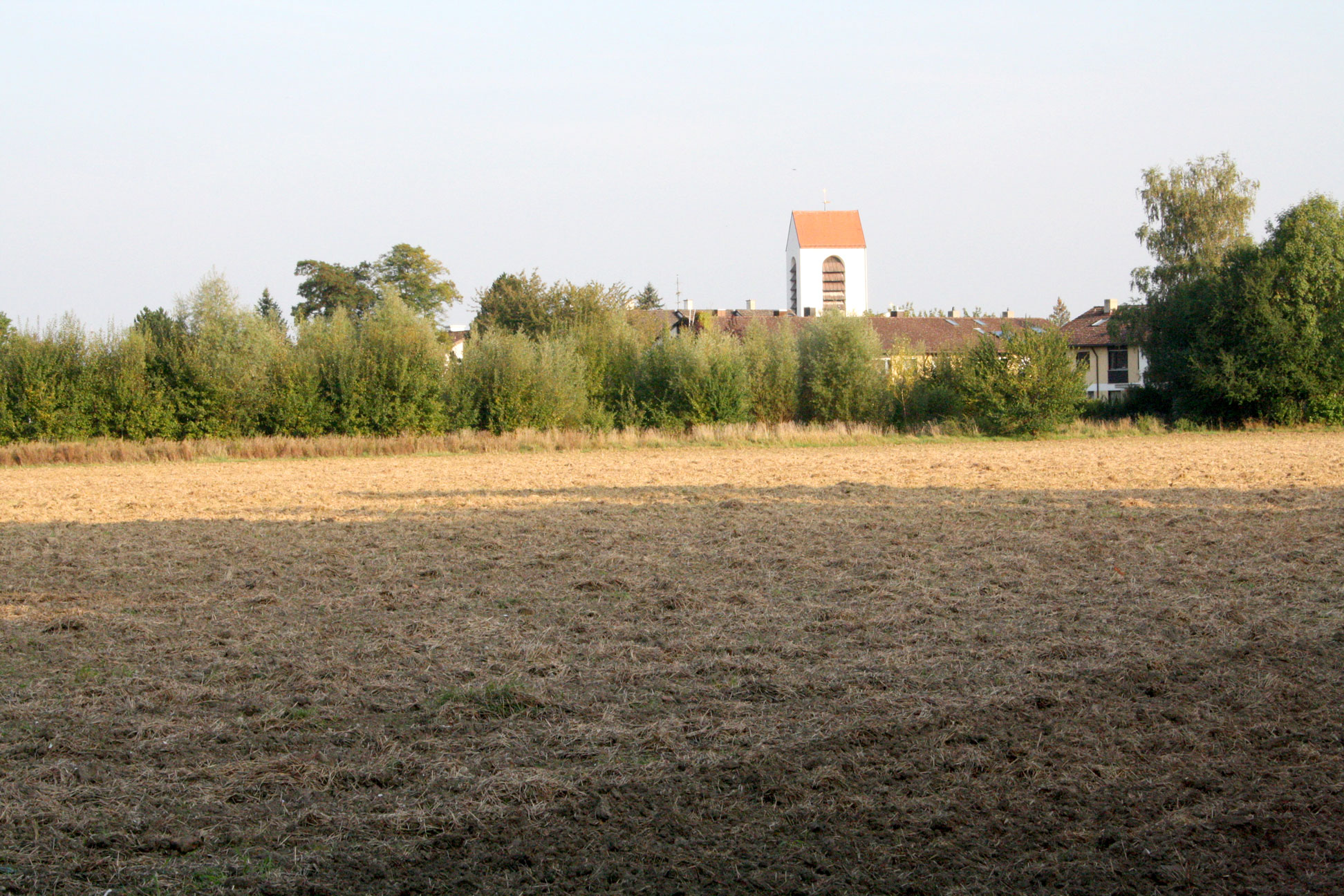
Blick auf St. Klara in Zamdorf
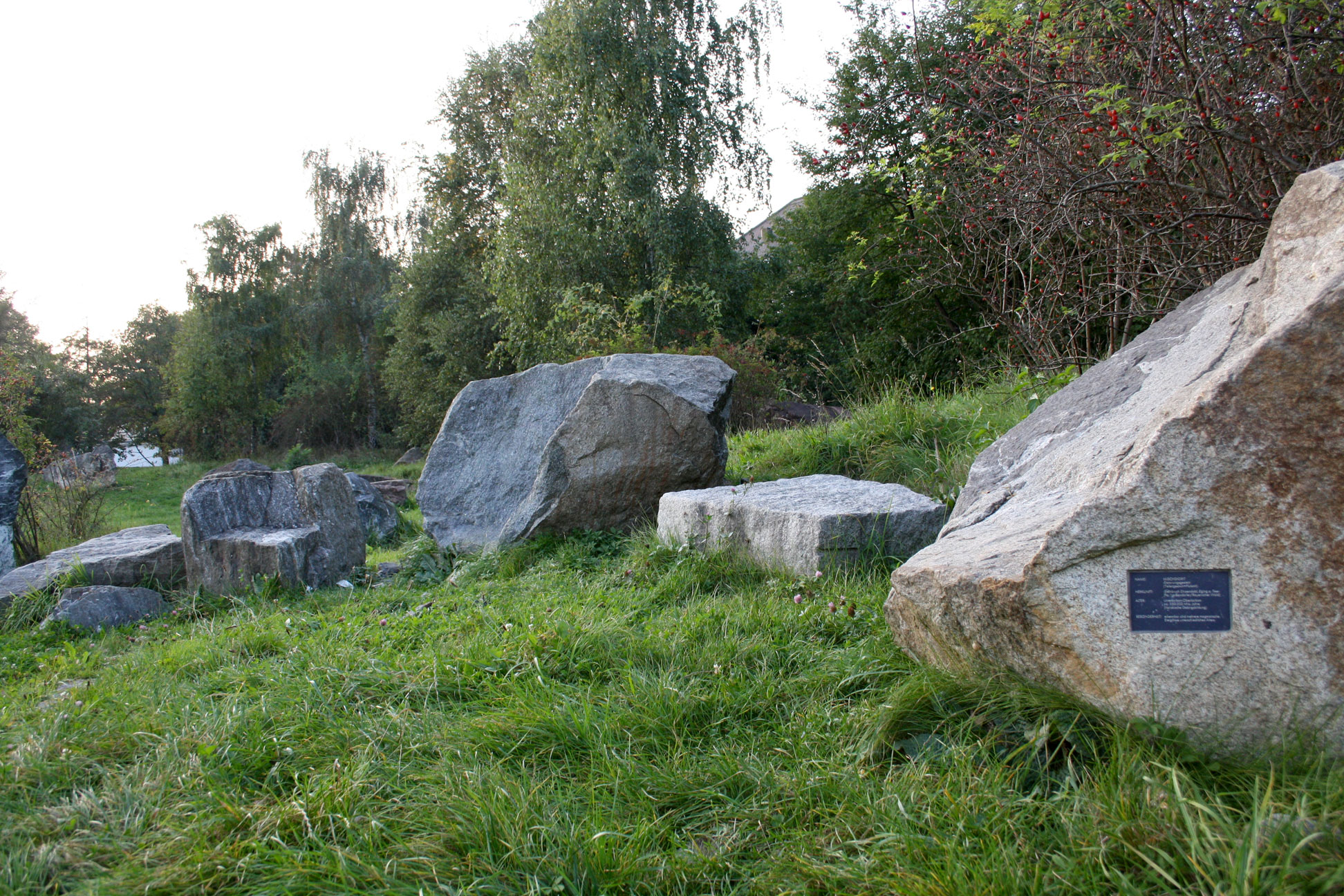
Geologiegarten